# La república de los lacedemonios

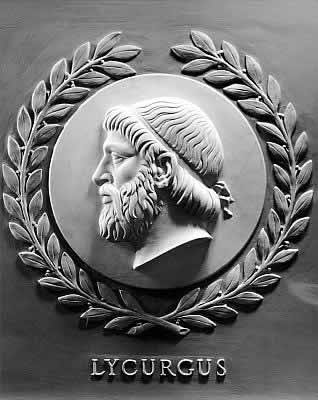
Representación de Licurgo de Esparta

La Constitución de los lacedemonios (en griego antiguo: Λακεδαιμονίων Πολιτεία) o La república de los lacedemonios  es un tratado escrito por Jenofonte, historiador, militar y filósofo griego. Según W. E. Higgins, fue compuesta alrededor de la década del 360 a. C. En él describe cómo era la vida en la sociedad espartana, la educación de los niños y jóvenes, la distinción y las labores de las clases, la obediencia que tenían hacia sus leyes y todo lo que los llevó a consolidarse como una de las potencias de la Grecia clásica.
La obra examina las razones del poder y el renombre de Esparta, a pesar de la escasa población de la ciudad-Estado. Hay quince capítulos: los primeros trece enumeran las prácticas e instituciones que hicieron grande a Esparta; Los dos últimos describen la decadencia de Esparta y la supervivencia de su monarquía. La «politeia» data del período entre 387 y 375 a. C. y es el único relato contemporáneo del sistema político espartano que sobrevive. Junto con la "Vida de Licurgo" de Plutarco, proporciona la descripción más detallada que se conserva del Estado espartano  y se considera la mejor fuente de información sobre las mujeres espartanas durante la antigüedad clásica.

## Autoría y datación
La Politeia de los lacedemonios está incluida en la colección de obras de Jenofonte que han sobrevivido, y su atribución a Jenofonte está respaldada por una mención a tal efecto en las obras de Plutarco. El consenso de la opinión mayoritaria de los estudiosos de los siglos XIX y XX es que Jenofonte es el autor de la obra. Cualquier imperfección se considera menor en comparación con su estructura y composición general, y se atribuye a errores de publicación y edición realizados por otros a lo largo de los siglos, o incluso a eventos angustiosos en la vida de Jenofonte. Basándonos en el contenido de la obra, el capítulo XIV está fechado en torno al año 378 a. C., aproximadamente en la época de la Segunda Liga ateniense en el año 375 a. C. Los capítulos anteriores a este están fechados dentro de los nueve años anteriores al 378 a. C., es decir, 387-378 a. C.

## Motivación
En la introducción, Jenofonte escribe: «Pero al darme cuenta en algún momento de que Esparta, aunque una de las ciudades menos pobladas, resultó ser la más poderosa y renombrada de Grecia, me pregunté cómo pudo haber sucedido esto. Sin embargo, al observar las prácticas de los espartanos, dejé de preguntarme.»
Se teoriza que la atención de Jenofonte se centró en Esparta tras una victoria militar de dicho Estado. Parece que el acontecimiento que más probablemente impresionó a Jenofonte fue la victoria de Esparta sobre Atenas durante la guerra del Peloponeso, ocurrida cuando Jenofonte era joven. Describe todas las leyes y prácticas espartanas como derivadas de las reformas de Licurgo, que también se creía que fueron santificadas por Apolo en Delfos. La mayoría de los eruditos modernos catalogan la obra como un encomio a Esparta.

## Contenido y estructura
La obra consta de quince capítulos, numerados del I al XV. En los primeros trece capítulos, Jenofonte examina los atributos del Estado espartano que contribuyeron a hacer de Esparta una ciudad tan poderosa y renombrada en la antigua Hélade. Los dos últimos capítulos se apartan de ese enfoque y se concentran en cambio en la decadencia de Esparta y luego en la supervivencia de la monarquía en estado en decadencia.
En el capítulo I, Jenofonte enumera los métodos de crianza empleados por los espartanos para criar hijos fuertes. Los capítulos II a IV describen la educación de los niños espartanos como un proceso que dura toda la vida, comenzando desde muy pequeños y continuando hasta la edad adulta. Jenofonte explica cómo este proceso educativo produce ciudadanos humildes y respetuosos de la ley que, a la vez, pueden ser audaces e ingeniosos. También menciona que los espartanos practicaron la caza durante la mayor parte de su vida. El capítulo V describe las instituciones espartanas que forman ciudadanos moderados en sus hábitos, con buenos modales públicos y físicamente fuertes gracias al ejercicio regular.
El capítulo VI explica el igualitarismo espartano y su indiferencia hacia el estatus económico, así como su disposición a ayudar a quienes tenían menos recursos. El capítulo VII analiza su total desprecio por el dinero, su profundo interés en el deber cívico y su compromiso con la libertad de Esparta. El capítulo VIII describe la deferencia y obediencia de los espartanos a sus leyes y autoridades, y el poder del gobierno espartano para administrar justicia.
El capítulo IX se refiere al sentido del honor espartano, que los impulsaba a preferir una muerte honorable en batalla a la rendición. El capítulo X detalla cómo la sociedad espartana promueve la buena ciudadanía mediante premios públicos, mientras que los capítulos XI a XIII detallan la estrategia militar, el liderazgo y la ética espartanos.
En el capítulo XIV, Jenofonte cambia de rumbo y, en lugar de explicar con más detalle los factores que hicieron grande a Esparta, enumera cómo el Estado contemporáneo de Esparta se ha corrompido y ya no obedece las leyes de Licurgo. En el mismo capítulo, Jenofonte explica con más detalle cómo este declive de la moral y el prestigio espartanos ha provocado que los demás Estados griegos ya no busquen el liderazgo de Esparta, sino que se alíen contra Esparta para impedir que gobierne el resto de Grecia. En el capítulo XV, Jenofonte concluye contando cómo, a pesar de su declive, la ciudad-estado se ha mantenido fiel a la institución del rey.